# (44711) Carp
(44711) Carp est un astéroïde de la ceinture principale.

## Description
(44711) Carp est un astéroïde de la ceinture principale. Il fut découvert le 3 octobre 1999 à Kuma Kogen par Akimasa Nakamura. Il présente une orbite caractérisée par un demi-grand axe de 2,25 UA, une excentricité de 0,24 et une inclinaison de 5,3° par rapport à l'écliptique.

## Compléments